# Carl McCoy
Carl McCoy (nacido el 18 de enero de 1963 en Lambeth, Londres) es el cantante de la banda de rock gótico británica Fields of the Nephilim. La banda se formó en 1984 y grabó su primer LP, Dawnrazor, en 1987, después de sacar varios sencillos.
La banda produjo dos LP más, The Nephilim y Elizium, más un álbum grabado en directo y algunos singles antes de separarse en 1991.
Tras la separación, McCoy formó Nefilim. En 1996 sacaron su álbum "Zoon", de sonido más industrial y death metal que sus antiguos trabajos.
En el año 2005, McCoy, con el nombre de Fields of the Nephilim, grabó un nuevo álbum llamado Mourning sun, donde ninguno de los miembros originales de la banda hace acto de presencia.
McCoy aparece en la película Hardware: Programado para matar (Richard Stanley, 1990) interpretando al Nómada. En el film también aparecen Iggy Pop y Lemmy de Motörhead.